# Bring Me to Life
«Bring Me to Life» (в переводе с англ. — «Верни меня к жизни») — первый сингл дебютного альбома Fallen группы Evanescence. На 46-й церемонии «Грэмми» песня была удостоена награды за «лучшее исполнение в стиле хард-рок».
Ко времени выпуска сингла трек-лист Fallen ещё не был завершён, однако некоторые песни были известны общественности. Например, «Farther Away», которую в итоге убрали из альбома. Версия «Bliss mix» является оригинальной записью без мужского вокала. Сингл разошёлся тиражом в 2,5 миллиона копий.
Песню можно было встретить в компьютерных играх таких как серия игр Need For Speed и трейлер к игре F.E.A.R..
2 февраля 2022 года клип набрал более 1 миллиарда просмотров на видеохостинге YouTube.

## О песне
Вдохновением для написания этой песни стал случай, произошедший с Эми Ли в ресторане.
Ко мне подошел незнакомый человек и что-то сказал мне, я подумала может быть он ясновидящий, — говорит Ли во время остановки тура в Тулсе. Я находилась в отношениях и была очень несчастной. Но я скрывала это. При выходе из ресторана он взглянул на меня и сказал: Ты счастлива? Моё сердце забилось, было такое ощущение, что он знает о том, что я думаю. Я солгала, сказала, что я в порядке. Конечно он совсем не ясновидящий. Но явно он имел отношение к социологии.
В одном из интервью источником вдохновения Эми назвала своего давнего друга (ныне мужа) Джоша Харцлера. Первый сингл с альбома Fallen. Саундтрек к фильму Daredevil. Стала поп-песней № 1 в США 13 июня 2003 года и была вытеснена с вершины через неделю песней Келли Кларксон «Miss Independent».
Песня записана при участии лидера группы 12 Stones Пола Маккоя. Первоначально предполагалось, что песня не будет содержать мужского вокала, но Wind-up почувствовал, что будет лучше включить его для саундтрека к фильму. Затем эту версию решили оставить. В интервью одному журналу Честер Беннингтон из Linkin Park сказал, что первоначально для мужского вокала хотели взять Майка Шиноду, так как Linkin Park в это же время записывали свой альбом Meteora в соседней студии, но представителю Wind-up по душе больше пришёлся их подопечный из 12 Stones.

## Музыкальное видео
Видео на песню было снято в январе 2003 года режиссёром Филипом Штёльцлем.
Начало клипа показывает зрителю различные здания, затем камера «вносится» в окно одного из небоскрёбов и показывает спящую солистку группы Эми Ли, которой снится сон, что она падает с небоскрёба и летит вниз. Далее показывается параллельная комната с участниками группы и Полом Маккоем. Эми Ли пытается достигнуть группы, проходя по выступу для безопасности. Доходя до группы, Ли прислоняется к окну, её замечает Маккой и при открытии окна случайно заставляет Эми Ли упасть. Маккой пытается удержать Ли, но у него скользит рука, и Эми падает вниз. Финальная сцена показывает комнату, где спит Эми Ли, и зритель понимает, что всё происходящее в клипе — лишь сон Эми Ли.
Бен так и не смог понять некоторые замыслы режиссёра. Когда Эми пела перед окном Пола Маккоя, она еле сдерживалась от смеха, а когда она должна была падать, Том состроил ей рожицу "счастливого пути". Чтобы отснять видео, Эми действительно пришлось висеть прикреплённой к тросам высоко над землёй. Чтобы всё выглядело, будто Эми совершает продолжительное падение, агрегат, создающий сильный поток ветра, обдувал её. Во время перерывов на съёмках группа играла в снежки.

## Значение
В марте 2023 года группа авторов американского издания Rolling Stone включила титульную песню данного альбома в список «100 величайших хеви-метал песен всех времён». В этом рейтинге она заняла 43-ю позицию, заметку о ней составила Бриттани Спанос.

## Список композиций
Все треки написаны Эми Ли и Дэвидом Ходжесом. Сингл создан при участии Бена Муди.
CD (Австралия) (выпущен 22 апреля 2003)
| №  | Название                       | Длительность |
| -- | ------------------------------ | ------------ |
| 1. | «Bring Me to Life»             | 3:56         |
| 2. | «Bring Me to Life» (Bliss mix) | 3:59         |
| 3. | «Farther away»                 | 3:58         |
| 4. | «Missing»                      | 4:15         |

CD (Остальные страны) (выпущен 20 мая 2003)
| №  | Название                       | Длительность |
| -- | ------------------------------ | ------------ |
| 1. | «Bring Me to Life»             | 3:56         |
| 2. | «Bring Me to Life» (Bliss mix) | 3:59         |
| 3. | «Farther away»                 | 3:58         |
| 4. | «Bring Me to Life» (Видео)     | 4:14         |

## Чарты
| Чарт (2003)                          | Высшая позиция |
| ------------------------------------ | -------------- |
| Австралия (ARIA)                     | 1              |
| Австрия (Ö3 Austria Top 40)          | 3              |
| Бельгия/Фландрия (Ultratop 50)       | 7              |
| Бельгия/Валлония (Ultratop 50)       | 2              |
| Canada (Nielsen SoundScan)           | 3              |
| Canada CHR (Nielsen BDS)             | 1              |
| Chile (Notimex)                      | 1              |
| Colombia (ASINCOL)                   | 1              |
| Croatia (HRT)                        | 6              |
| Дания (Tracklisten)                  | 2              |
| Europe (Eurochart Hot 100)           | 1              |
| Финляндия (Suomen virallinen lista)  | 11             |
| Франция (SNEP)                       | 5              |
| Германия (GfK)                       | 2              |
| Greece (IFPI Greece)                 | 3              |
| Венгрия (Single Top 40)              | 6              |
| Ирландия (IRMA)                      | 2              |
| Италия (FIMI)                        | 1              |
| Нидерланды (Dutch Top 40)            | 6              |
| Нидерланды (Single Top 100)          | 10             |
| Новая Зеландия (Recorded Music NZ)   | 3              |
| Норвегия (VG-lista)                  | 2              |
| Poland (Polish Airplay Charts)       | 4              |
| Romania (Romanian Top 100)           | 11             |
| Шотландия (OCC Scotland)             | 1              |
| Испания (PROMUSICAE)                 | 11             |
| Швеция (Sverigetopplistan)           | 2              |
| Швейцария (Schweizer Hitparade)      | 6              |
| Великобритания (OCC UK Singles)      | 1              |
| Великобритания (OCC UK Rock & Metal) | 1              |
| США (Billboard Hot 100)              | 5              |
| США (Billboard Adult Pop Airplay)    | 4              |
| США (Billboard Alternative Airplay)  | 1              |
| США (Billboard Mainstream Rock)      | 11             |
| США (Billboard Pop Airplay)          | 1              |

| Чарт (2021—2025)                             | Высшая позиция |
| -------------------------------------------- | -------------- |
| Canada Digital Songs (Billboard)             | 1              |
| Мир (Billboard Global 200)                   | 191            |
| США (Billboard Hot Rock & Alternative Songs) | 21             |

| Чарт (2003)                           | Позиция |
| ------------------------------------- | ------- |
| Australia (ARIA)                      | 6       |
| Australian Rock (ARIA)                | 1       |
| Austria (Ö3 Austria Top 40)           | 22      |
| Belgium (Ultratop 50 Flanders)        | 30      |
| Belgium (Ultratop 50 Wallonia)        | 11      |
| Brazil (Crowley)                      | 12      |
| Europe (Eurochart Hot 100)            | 5       |
| France (SNEP)                         | 18      |
| Germany (Media Control GfK)           | 11      |
| Ireland (IRMA)                        | 20      |
| Italy (FIMI)                          | 3       |
| Netherlands (Dutch Top 40)            | 52      |
| Netherlands (Single Top 100)          | 72      |
| New Zealand (RIANZ)                   | 22      |
| Romania (Romanian Top 100)            | 79      |
| Sweden (Hitlistan)                    | 5       |
| Switzerland (Schweizer Hitparade)     | 13      |
| UK Singles (OCC)                      | 11      |
| US Billboard Hot 100                  | 10      |
| US Adult Top 40 (Billboard)           | 12      |
| US Mainstream Rock Tracks (Billboard) | 39      |
| US Mainstream Top 40 (Billboard)      | 3       |
| US Modern Rock Tracks (Billboard)     | 8       |

| Чарт (2000—2009)                 | Позиция |
| -------------------------------- | ------- |
| Australian Singles (ARIA)        | 59      |
| US Alternative Songs (Billboard) | 26      |
| US Rock Songs (Billboard)        | 73      |